# 旋生蛇菰
旋生蛇菰（学名：Balanophora harlandii var. spiralis）为蛇菰科蛇菰属下的一个变种。